# Propofol
El propofol (comercialitzat per AstraZeneca com Diprivan®) és un hipnòtic d'acció curta que s'administra per via intravenosa. Els seus usos inclouen la inducció i el manteniment de l'anestèsia general, sedació per a adults amb ventilació mecànica i sedació per a procediments mèdics. El propofol també s'utilitza comunament en veterinària. Està aprovat el seu ús en més de 50 països, i es troba disponible l'especialitat farmacèutica genèrica.
Químicament, el propofol no està relacionat amb els barbitúrics i ha substituït en gran manera el tiopental per a la inducció de l'anestèsia perquè la recuperació del propofol és més ràpida i "clara" si es compara amb el tiopental. El propofol no es considera un analgèsic, de manera que els opioides com el fentanil pot ser combinat amb el propofol per alleujar el dolor. El propofol s'ha denominat com "llet d'amnèsia" (un joc de paraules sobre la llet de magnèsia), a causa de l'aspecte lletós de la seva preparació intravenosa.
El BOE va publicar el 13 de juny de 2020 la llista de medicaments que el Ministeri de Sanitat considera "essencials" per a combatre el coronavirus, entre els quals hi ha el propofol.